# Сульбактам
Сульбактам — синтетичний препарат, що має бета-лактамну структуру, подібну до антибіотиків групи пеніциліну, та є інгібітором бета-лактамаз бактерій і застосовується сумісно з антибіотиками груп пеніцилінів та цефалоспоринів як перорально, так і парентерально.

## Фармакологічні властивості
Сульбактам — синтетичний препарат, що має β-лактамну структуру, що належить до групи інгібіторів бета-лактамаз та застосовується сумісно з антибіотиками груп пеніцилінів та цефалоспоринів. По механізму дії сульбактам належить до так званих «суїцидних» інгібіторів β-лактамаз. По хімічній структурі сульбактам є похідним пеніциланової кислоти. Сульбактам має власну антибактеріальну активність, переважно проти Acinetobacter spp., частини роду Bacteroides, а також Neisseria gonorrhoeae. Сульбактам, як і інші інгібітори бета-лактамаз, проникає в бактеріальну клітину та викликає інактивацію ферментів бактерій шляхом утворення необоротного зв'язку із β-лактамазами бактерій, що призводить до ацетилювання і наступного гідролізу утвореного комплексу, дозволяючи антибіотику досягнути своєї мішені в бактеріальній клітині. Сульбактам переважно інгібує хромосомальні бета-лактамази класів А, С та частково D, за виключенням бета-лактамаз розширеного спектру дії та хромосомальних β-лактамаз класу С. Сульбактам інгібує ферменти грамнегативних бактерій — Klebsiella pneumoniae, Haemophilus influenzae, Neisseria gonorrhoeae, Moraxella catarrhalis, Bacteroides fragilis, Escherichia coli, а також інгібує β-лактамази Staphylococcus aureus. Сульбактам має вищу стійкість до зміни рН розчину, що означає вищу здатність проникати у тканини при інфекційному процесі, при якому відбуваються значні зміни кислотності середовища. Для перорального застосування сульбактам випускається у вигляді сполуки сульбактаму півоксилу.

### Фармакокінетика
Сульбактам швидко всмоктується в організмі як після перорального, так і парентерального застосування. Максимальна концентрація в крові препарату досягається протягом 45—90 хвилин у залежності від способу введення. Сульбактам у помірній кількості (до 40%) зв'язується з білками плазми крові. Біодоступність сульбактаму при пероральному застосуванні становить 85%. Сульбактам створює високі концентрації у більшості тканин організму, особливо у дихальній та сечовидільній системах організму. Сульбактам частково метаболізується у печінці. Виводиться сульбактам із організму переважно у незміненому вигляді нирками, часково виводиться із жовчю. Період напіввиведення сульбактаму складає 1—1,3 години.

## Показання до застосування
Сульбактам застосовується сумісно з антибіотиками групи пеніцилінів та цефалоспоринів при інфекціях верхніх та нижніх дихальних шляхів (у тому числі абсцес легень та емпієма плеври) та ЛОР-органів, ускладнених інфекціях сечовидільних шляхів, інфекціях шкіри та м'яких тканин, інтраабдомінальних інфекціях та інфекціях малого таза та при менінгіті.

## Побічна дія
При застосуванні сульбактаму побічні ефекти спостерігаються рідше, ніж при застосуванні інших інгібіторів бета-лактамаз (переважно клавуланової кислоти) та включали переважно неважку побічну дію з боку травної системи — діарею, посилення перистальтики кишечнику, нудоту, блювання, а також висипання на шкірі. Частота побічних ефектів оцінювалась при застосуванні із амоксициліном та складала від 9 до 14,8% випадків застосування препарату і вкрай рідко потребувала відміни препарату.

## Протипокази
Протипоказом до застосування сульбактаму є підвищена чутливість до препарату. Сульбактам може застосовуватися у вагітних. З обрережністю препарат застосовують у період годування грудьми, при порушеннях функції печінки та нирок, а також у випадку коліту.

## Форми випуску
Сульбактам у комбінації з ампіциліном, цефоперазоном та цефтріаксоном застосовується парентерально; а у комбінації з амоксициліном може застосовуватися перорально, внутрішньом'язово та внутрішньовенно.